# Iselin C. Hermann
Iselin Cosman Hermann (født 22. juni 1959 i København) er en dansk forfatter.
Hermann er datter af auktionarius Jens Hermann og Cand.Phil. Kinne Hermann. Hun blev nysproglig student fra Ingrid Jespersens Gymnasieskole i 1977 og gik derefter på teaterskole i Aix-en-Provence samt på École Nationale du Cirque i Paris, hvor hun blev uddannet linedanser og cirkusartist. Fra 1979 til 1981 studerede hun teatervidenskab og italiensk ved Københavns Universitet. Hun blev i 1986 cand.phil. i dansk samme sted på et speciale om spaltningsmotivet i Henrik Nordbrandts forfatterskab.
Hun arbejdede 1979-1981 som instruktørassistent ved Folketeatret og Gladsaxe Teater, blev senere medlem af Torben Jetsmarks trup Tribunen, men kom i 1982 til forlagsbranchen, først som sekretær ved Christian Ejlers Forlag, fra 1984-1991 samme stilling hos Brøndums Forlag og fra 1991 hos Brøndum/Aschehoug. Fra 1998 har hun arbejdet som forfatter på fuld tid.
Hermann debuterede som forfatter i 1998 med brevromanen Prioritaire, der er oversat til 20 sprog. Bogen blev en af de mest succesfulde danske forfatterdebuter i nyere tid. Siden har hun skrevet flere romaner til voksne, men har også kastet sig over børnebogs-genren.
Hun har i perioden 2004-2007 modtaget arbejdslegater fra Statens Kunstfond.
Bosat i København har tre voksne sønner, Vesle, Oscar og Theodor Brøndum med bogforlægger Hans Jørgen Brøndum, som hun blev skilt fra i 2004.